# Adler VI
Die Adler VI ist ein deutsches Fahrgastschiff der Adler-Schiffe GmbH & Co. KG in Westerland/Sylt.

## Geschichte
Das Schiff wurde 1979 mit der Baunummer 1456 auf der Husumer Schiffswerft in Husum für Adler-Schiffe gebaut. Die Kiellegung fand am 16. Mai, der Stapellauf am 7. Juli 1979 statt. Fertigstellung und Ablieferung des ursprünglich 31,78 m langen Schiffes war ebenfalls im Juli 1979. 
Nach der Ablieferung wurde das Schiff an die Reederei Willy Freter in Heiligenhafen verchartert, die es für Einkaufsfahrten von Eckernförde einsetzte. Nachdem die Reederei Willy Freter am 1. Dezember 1980 Konkurs anmeldete, wurde die Charter beendet. Das Schiff wurde anschließend für Ausflugsfahrten ab List und Hörnum eingesetzt. Ab 1992 unternahm es Einkaufsfahrten ab Altwarp. 
Im März 1995 wurde das Schiff auf der Bauwerft auf 36,66 m verlängert.
Am 20. Oktober 2007 kam es durch einen Defekt am Hilfsdiesel zu einem Brand im Maschinenraum des Schiffes. Zum Zeitpunkt des Unglücks befanden sich neben der Besatzung zehn Fahrgäste an Bord des Schiffes, die von der Adler-Express abgeborgen werden konnten. Während der Löscharbeiten erlitt der Kapitän eine Rauchgasvergiftung. Das manövrierunfähige Schiff wurde vom Seenotkreuzer Eiswette der DGzRS in den Hafen von Hörnum geschleppt.
Seit April 2009 wird das Schiff für Ausflugsfahrten ab Hörnum eingesetzt.

## Technische Daten
Angetrieben wird das Schiff von einem Zwölfzylinder-Viertakt-Schiffsdieselmotor der Klöckner-Humboldt-Deutz AG (SBA 12 M 816) mit einer Leistung von 448 kW, der auf einen Festpropeller wirkt. Das Schiff erreicht damit eine Höchstgeschwindigkeit von 10,5 kn. Weiterhin ist das Schiff mit einem Bugstrahlruder mit einer Leistung von 55 kW ausgerüstet.
Das Schiff ist für die Küstenfahrt zugelassen. Für Fahrten in einbedeckten Gewässern verfügt es über die Eisklasse E.